# Bea De Koster
Bea De Koster (Sint-Gillis, 30 oktober 1955) is een Belgische schrijver van kinderboeken.

## Leven
De Koster studeerde af als licentiaat in de Germaanse Taal- en Letterkunde. Ze schreef een licentiaatsverhandeling over cultuursprookjes. Ze behaalde daarna het Bijzonder Diploma Audiovisuele Communicatie en ging als scriptwriter bij de toenmalige BRT werken. Ze werkte ook nog als verkoopster op de jeugdafdeling van een boekhandel en was recensente jeugdliteratuur voor De Morgen.

## Werk
Sinds 1980 werkt ze als vertaalster-ondertitelaarster bij de BRTN/VRT. Toen haar werd gevraagd de tekst van de successerie Oshin uit te schrijven, twijfelde ze aanvankelijk maar hapte ze uiteindelijk toch toe. Door deze opdracht kreeg ze de smaak van het schrijven te pakken. De Koster is ook vertaalster. In 1989 lag haar eerste eigen kinderboek Alle Belgen zijn een beetje gek in de winkels. Haar tweede boek Trijntje Buskruit uit 1990 werd in 1991 bekroond met een Boekenwelp. Er volgden nog drie andere boeken en toen was het zeven jaar wachten op een nieuw eigen boek van De Koster. Dat boek, Drie keer maakt een tijger, met illustraties van Geert Vervaeke verscheen in 2003. Deze tien verhalen uit China waarin keizers, mooie meisjes en slimme boeren een rol spelen, werden in 2004 bekroond met een Boekenwelp. De Koster verdiept zich al een aantal jaren in de wonderen van de Chinese cultuur en geschiedenis. De verhalen van De Koster worden gekenmerkt door originele invalshoeken en humor. Haar stijl is vinnig en toegankelijk.

## Bekroningen
- 1991: Boekenwelp voor Trijntje Buskruit[1][2]
- 2004: Boekenwelp voor Drie keer maakt een tijger[1][2]

- Gemeinsame Normdatei: 136375499
- International Standard Name Identifier: 0000 0000 5775 7734
- Nederlandse Thesaurus van Auteursnamen: 073771562
- Virtual International Authority File: 80730779
- WorldCat: E39PBJvMCJvCdbyVTkhtw3r8YP